# Moshik Roth

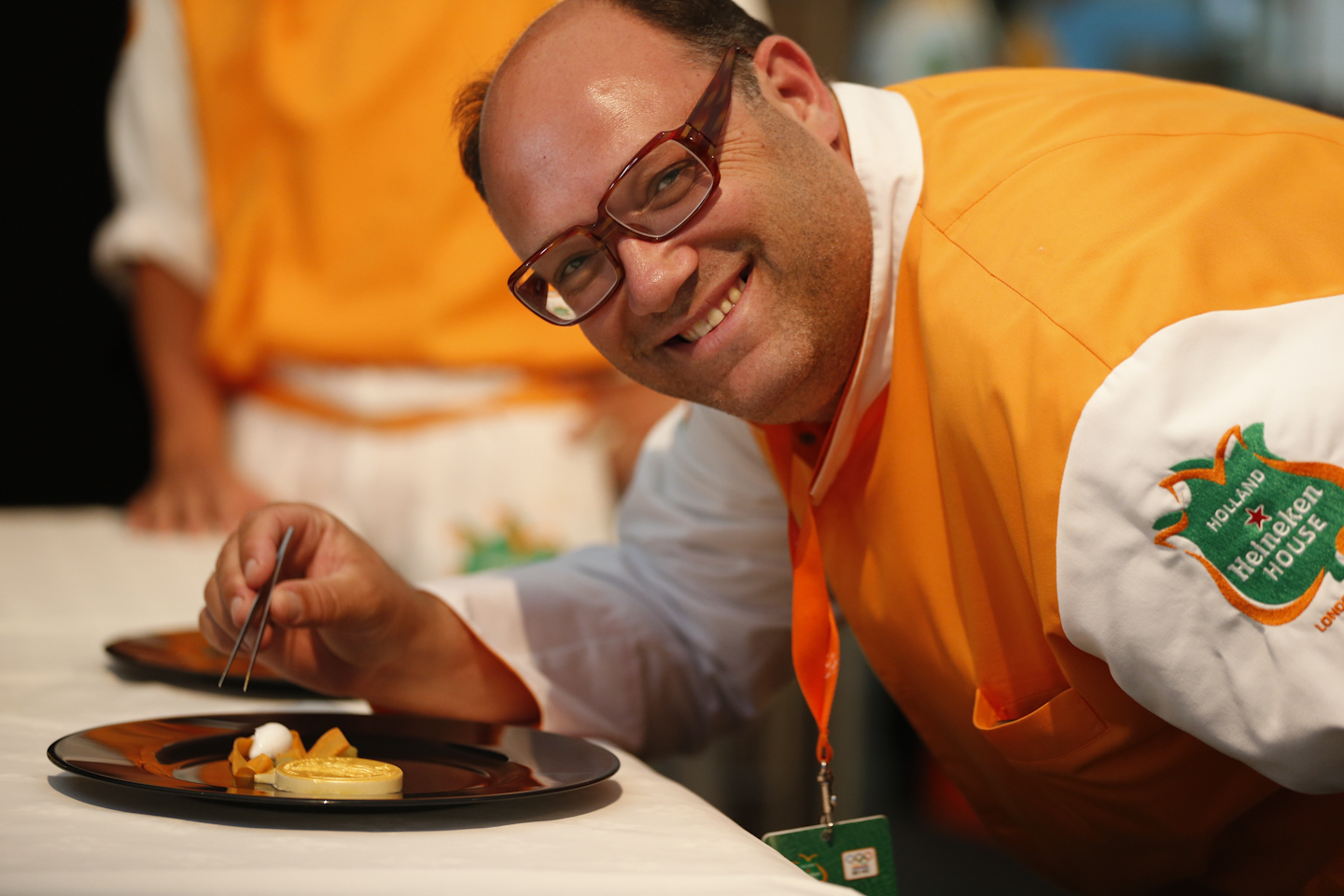
Moshik Roth (2012)

Moshik Roth (* 12. Dezember 1972 in Haifa) ist ein israelischer Koch, der in den Niederlanden arbeitet.

## Leben

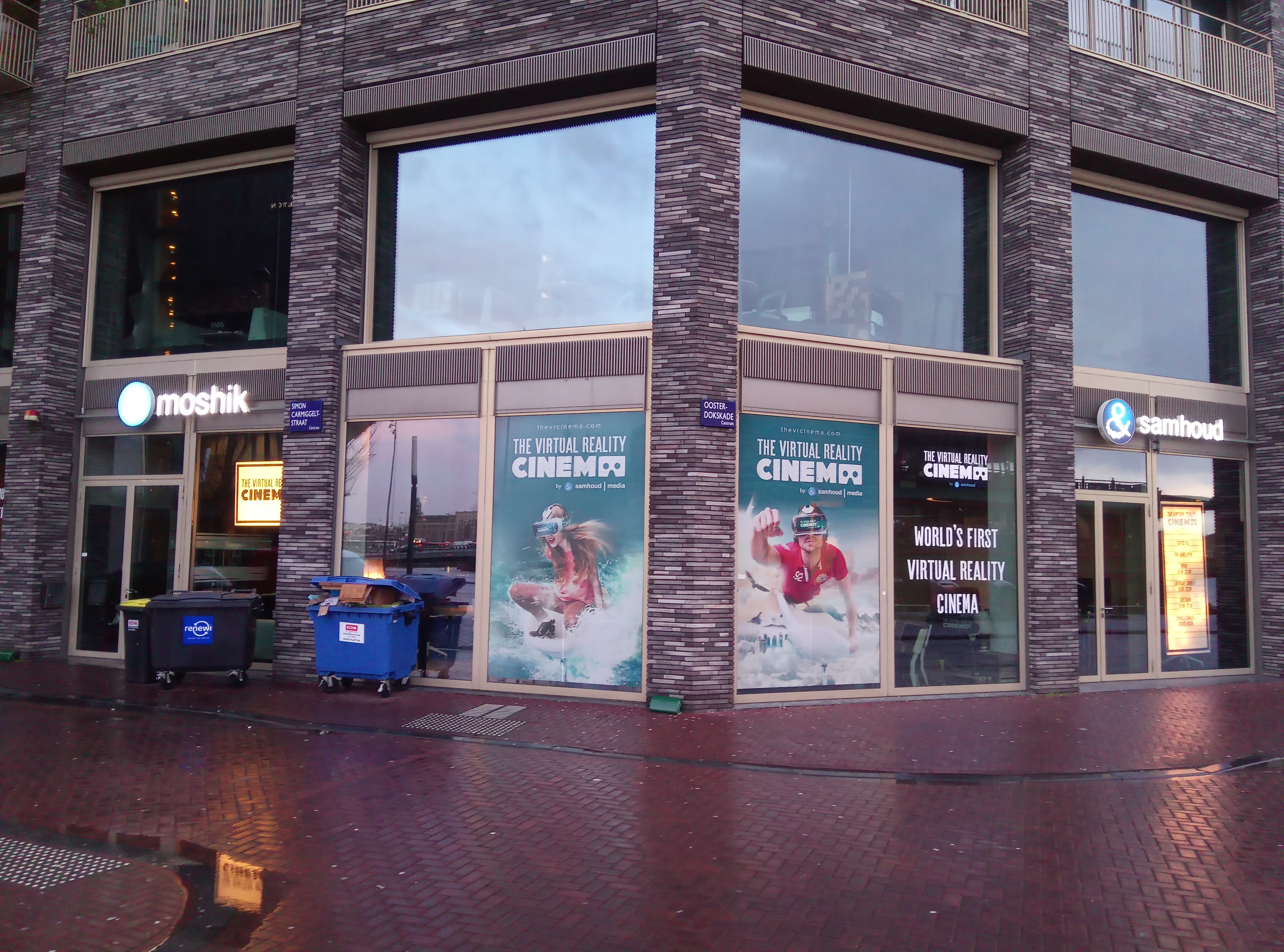
Restaurant &moshik

Roth hat einen russischen Vater und eine rumänische Mutter. Nach vier Jahren Militärdienst lernte er in Eilat Hotelmanagement und traf seine spätere niederländische Frau Els. 1995 gingen beide in die Niederlande. Dort war er Manager einer Pizzeria, dann arbeitete er in Jonnie Boers Restaurant De Librije und im Restaurant Zwetheul bei Rotterdam.
2001 eröffnete er sein eigenes Restaurant ’t Brouwerskolkje bei Amsterdam; er war Küchenchef und seine Frau Sommeliere. 2006 wurde das Restaurant mit einem Michelinstern ausgezeichnet, 2009 mit dem zweiten.
Roth fuhr oft ins Elsass, um mit Jean-Georges Klein zu arbeiten; einige der Gerichte in beiden Restaurants hatten Ähnlichkeiten. Seine Speisen bieten eine Mischung aus klassischer und Molekularküche.

„Ich kann den Geschmack auf zwei Arten beeinflussen: mit dem Produkt und der Kochtechnik. Ich nehme die besten Produkte und versuche, das Beste daraus zu machen. Das kann man Technik nennen, aber Backen von Fisch ist auch eine Technik. Der Begriff Molekularküche ist schwach, weil alles molekular ist.“

Im August 2012 eröffnete er in Amsterdam das Restaurant &samhoud places, zusammen mit dem Unternehmer Salem Samhoud. Das Restaurant erhielt sofort im November 2012 zwei Michelin-Sterne. Ab Januar 2018 heißt das Restaurant &moshik. Wegen der Corona-Pandemie schloss er 2020 sein Restaurant.
Roth nahm als einer der drei Schiedsrichter an der israelischen Kochshow Game of Chefs teil. Im Jahr 2022 war er Jurymitglied in der ersten israelischen Staffel von The Next Restaurant.

## Privatleben
Im Jahr 2016 wurde Roth geschieden. 2017 heiratete er Shiran Ben Shushan. Im März 2017 wurde eine Tochter, im Juni 2018 ein Sohn geboren.

## Auszeichnungen
- 2006: Ein Michelinstern für das Restaurant ’t Brouwerskolkje
- 2009: Zwei Michelinsterne für das Restaurant ’t Brouwerskolkje
- 2012: Zwei Michelinsterne für das Restaurant &moshik